# میلیسوتسی
میلیسوتسی (به صربی: Milićevci) یک روستا در صربستان است که در Moravica District واقع شده‌است.
 میلیسوتسی ۲۲٫۶۴ کیلومتر مربع مساحت و ۸۲۱ نفر جمعیت دارد و ۳۳۴ متر بالاتر از سطح دریا واقع شده‌است.